# Drávaszabolcs
Drávaszabolcs község Baranya vármegyében, a Siklósi járásban.

## Fekvése
A település Baranya vármegye déli részén, a Dráva folyó közelében, a Nyárád-Harkányi síkon terül el, ami az Alföld legnyugatibb nyúlványa.
A szomszédos települések: észak felől Ipacsfa, kelet felől Gordisa, nyugat felől Drávapalkonya, északnyugat felől pedig Kovácshida. A határon túl Alsómiholjác (Donji Miholjac) az első horvátországi település.

### Megközelítése
Legfontosabb közúti megközelítési útvonala a Pécstől Harkányon át az országhatárig húzódó 58-as főút, melynek hídja egyben Horvátország felé nyíló nemzetközi határátkelőhely. Siklóssal az 5712-es út, Drávapalkonyával és azon keresztül Drávacsehivel az 58 118-as számú mellékút köti össze.

## Története
A terület már a bronzkorban is lakott hely volt, az itt talált régészeti leletek alapján.
A település nevét 1216-ban már említették Zobolson alakban írva, majd 1395-ben Zabolch, 1478-ban Zabolcz formában írták. A falu egykor a Kán nemzetség birtoka volt. Első név szerint ismert birtokosai az e nemzetségből származó Siklósi család tagjai voltak.
A török idők alatt a település nem néptelenedett el, ekkor a Zrínyiek birtoka volt. Az 1700-as években Caprara-birtok volt és ekkor a Siklósi uradalomhoz tartozott. A 18. században a Batthyány családot írták Drávaszabolcs birtokosának.
1991-ben a délszláv háború idején számos horvát menekült Magyarországra a határátkelőn keresztül. Voltak olyan napok, amikor a magyar határőröknek be kellett ásniuk magukat a földbe a lövedékek miatt.

## Közélete

### Polgármesterei
- 1990–1994: Ambach László (független)[4]
- 1994–1998: Varga Ferenc (független)[5]
- 1998–1999: Varga Ferenc (független)[6]
- 2000–2002: Ambach László (független)[7][8]
- 2002–2006: Ambach László (független)[9]
- 2006–2010: Baráth Attiláné (független)[10]
- 2010–2014: Baráth Attiláné (független)[11]
- 2014–2019: Baráth Attiláné (független)[12]
- 2019–2024: Solti Dezső (független)[13]
- 2024– : Solti Dezső (független)[1]

A településen 2000. január 16-án időközi polgármester-választást (és képviselő-testületi választást) tartottak, a korábbi képviselő-testület önfeloszlatása miatt. A képviselő-választás eredményét ráadásul – még nem tisztázott okból – meg is semmisítették, azt a választást ezért két héttel később meg kellett ismételni.

## Népesség
A település népességének változása:
| Lakosok száma | 694  | 686  | 687  | 697  | 710  | 707  | 706  | 673  |
|               | 2013 | 2014 | 2015 | 2019 | 2021 | 2022 | 2023 | 2024 |

A 2011-es népszámlálás során a lakosok 91,1%-a magyarnak, 6,4% cigánynak, 2,6% horvátnak, 0,9% németnek mondta magát (8,7% nem nyilatkozott; a kettős identitások miatt a végösszeg nagyobb lehet 100%-nál). A vallási megoszlás a következő volt: római katolikus 37,8%, református 25%, evangélikus 0,3%, felekezeten kívüli 13,7% (23% nem nyilatkozott).
2022-ben a lakosság 81,3%-a vallotta magát magyarnak, 11% cigánynak, 1,8% horvátnak, 1,4% németnek, 0,1-0,1% lengyelnek, görögnek, románnak és ruszinnak, 1,7% egyéb, nem hazai nemzetiségűnek (17,4% nem nyilatkozott; a kettős identitások miatt a végösszeg nagyobb lehet 100%-nál). Vallásuk szerint 31,4% volt római katolikus, 16,4% református, 0,3% görög katolikus, 0,1% evangélikus, 0,1% ortodox, 0,7% egyéb keresztény, 0,4% egyéb katolikus, 12,2% felekezeten kívüli (38% nem válaszolt).

## Idegen elnevezései
Horvátul a falu neve az alsószentmártoni horvátok által használt Saboč, vagy a čađavicaiak által használt Sabloč.

## Nevezetességei
- Természetvédelem alatt álló ártéri területek a Duna–Dráva Nemzeti Park kezelésében
- Dráva-híd
- Református templom
- Szabadidőpark és sportpályák